# プリキュアデータカードダスシリーズ
- プリキュアシリーズ > プリキュアデータカードダスシリーズ
- データカードダス > プリキュアデータカードダスシリーズ

『プリキュアデータカードダスシリーズ』は、バンダイから発売されていた、『プリキュアシリーズ』のキャラクターを使用したトレーディングカードアーケードゲームのデータカードダスシリーズの1つ。

## 概要
2007年よりプリキュアシリーズ5周年記念として開始された女子向けデータカードダスのアーケードゲーム。
メインターゲットは幼児から小学校低学年。本作のコアターゲットはアニメ本編のファンが最も多い年齢層である幼児の女の子である。1回のプレイ料金は100円。コイン投入後、カードが出てくる。そしてキャラクターを選択しカードをスキャンして着せ替えを行い、プリキュアがダンスするタイミングに合わせてボタンを押し高得点を狙うのが目標。
『オシャレ魔女♥ラブandベリー』や『きらりん☆レボリューション ハッピーアイドルライフ』など他のトレーディングカード方式のゲームと比べてゲームの対象年齢が低いので幼児の反射神経に合わせて作られており、難易度が簡単に設定されている。

## リリース
- 2007年
  - 6月28日：『うたって!プリキュアドリームライブ』公式サイトプレオープン。『東京おもちゃショー2007』で紹介。
  - 11月8日：『うたって!プリキュアドリームライブ 〜スピッチュカードでメタモルフォーゼ!?〜 1stライブ』稼働開始。
  - 11月10日：『映画 Yes!プリキュア5 鏡の国のミラクル大冒険!』でプロモカード配布。
  - 12月8日：ナムコ直営店でプロモカード配布[1]。
  - 12月：『うたって!プリキュアドリームライブ 〜スピッチュカードでメタモルフォーゼ!?〜 2ndライブ』稼働開始。

- 2008年
  - 2月16日：『AOUショー』で先行プロモカード配布[2]。
  - 3月
    1. 『なかよし』2008年4月号でプロモカード付録[3]。
    2. 『うたって!プリキュアドリームライブ 〜スピッチュカードでメタモルフォーゼ!?〜 3rdライブ』稼働開始。カードフォーマットリニューアル。

  - 5月：『うたって!プリキュアドリームライブ 〜スピッチュカードでメタモルフォーゼ!?〜 4thライブ』稼働開始。
  - 6月21日：『東京おもちゃショー2008』でプロモカード配布。
  - 7月：『うたって!プリキュアドリームライブ 〜スピッチュカードでメタモルフォーゼ!?〜 5thライブ』稼働開始。
  - 7月19日：『5周年記念キャンペーン』で店頭でプロモカード配布[4]。
  - 8月1日：『プリ!キバ!ゴー!夏のキャラクターまつり』でプロモカード配布。
  - 9月：『うたって!プリキュアドリームライブ 〜スピッチュカードでメタモルフォーゼ!?〜 6thライブ』稼働開始。
  - 9月20日：『アミューズメントマシンショー』でプロモカード配布。
  - 10月1日：『プリキュアオールスターズ GoGoドリームライブ!』公式サイトオープン。
  - 11月8日：『映画 Yes!プリキュア5GoGo! お菓子の国のハッピーバースディ』でプロモカード配布。
  - 11月
    1. 『プリキュアオールスターズ GoGoドリームライブ! オールスターライブ』稼働開始。
    2. 店頭キャンペーンでプロモカード配布。

- 2009年
  - 1月25日 イベント『フレッシュプリキュア!お披露目カーニバル』でプロモカード配布。
  - 1月30日：『マクドナルド』ハッピーセットでプロモカード配布。
  - 2月：『プリキュアオールスターズ GoGoドリームライブ! もぎたてフレッシュライブ』稼働開始。
  - 3月20日：『映画 プリキュアオールスターズDX みんなともだちっ☆奇跡の全員大集合!』でプロモカード配布。
  - 3月：『プリキュアオールスターズ GoGoドリームライブ! 全員集合ライブ』稼働開始。
  - 5月：『プリキュアオールスターズ GoGoドリームライブ! クライマックスライブ』稼働開始。
  - 6月：『ジョイフル』キッズメニューでプロモカード配布。
  - 7月2日：『プリキュアオールスターズ フレッシュドリームダンス』公式サイトオープン。
  - 7月18日
    1. 『東京おもちゃショー2009』でプロモカード配布。
    2. 『映画フレッシュプリキュア!公開記念 2009西武線スマイルスタンプラリー』でプロモカード配布。
    3. 『イオンファンタジー』系列店でカードケース配布。

  - 7月30日：『プリキュアオールスターズ フレッシュドリームダンス 1stダンス』稼働開始。
  - 8月15日：『映画フレッシュプリキュア!公開記念 2009西武線スマイルスタンプラリー 〜2ndステージ〜』でプロモカード配布。
  - 9月17日：『プリキュアオールスターズ フレッシュドリームダンス 2ndダンス』稼働開始。
  - 9月19日：『アミューズメントマシンショー』でプロモカード配布。
  - 10月23日：『マクドナルド』ハッピーセットでプロモカード配布。
  - 10月29日：ニンテンドーDS『フレッシュプリキュア!あそびコレクション』でプロモカード同梱。
  - 10月31日：『映画 フレッシュプリキュア! おもちゃの国は秘密がいっぱい!?』でプロモカード配布。
  - 10月：『ジョイフル』キッズメニューでプロモカード配布。
  - 11月12日：『プリキュアオールスターズ フレッシュドリームダンス 3rdダンス』稼働開始。
  - 12月23日：DVD『フレッシュプリキュア!ミュージカルショー 〜うたっておどってしあわせゲットだよ!!〜』でプロモカード同梱。

- 2010年
  - 1月21日：『プリキュアオールスターズ ハートキャッチドリームダンス』公式サイトオープン。
  - 2月4日：『プリキュアオールスターズ ハートキャッチドリームダンス 1stコレクション』稼働開始。
  - 2月6日：イベント『ハートキャッチプリキュア!おひろめカーニバル!!』でプロモカード配布。
  - 2月7日：ABC朝日放送モバイル会員新規入会キャンペーンでプロモカードをプレゼント。
  - 3月20日：『映画 プリキュアオールスターズDX2 希望の光☆レインボージュエルを守れ!』でプロモカード配布。
  - 3月20 - 21日：としまえんイベント『みんなでダンス!ハートキャッチプリキュア!なりきりカーニバル』でプロモカード配布。
  - 4月8日：『プリキュアオールスターズ ハートキャッチドリームダンス 2ndコレクション』稼働開始。
  - 6月10日：『プリキュアオールスターズ ハートキャッチドリームダンス 3rdコレクション』稼働開始。
  - 7月17日 - 8月13日：『2010年西武線スタンプラリー・ファーストステージ』で期間中、限定カード配布。
  - 7月17日：『こころの種であそぼうキャンペーン』で、限定カードとこころの種プレゼント。
  - 8月5日 
    1. DSソフト『ハートキャッチプリキュア! おしゃれコレクション』に初回限定特典カード同梱。
    2. 『プリキュアオールスターズ Part1 サマーコレクション』稼働開始。カードフォーマットリニューアル。
    3. 『コーデでGETキャンペーン』で、限定カードプレゼント。

  - 8月7・8日：『マクドナルド』ハッピーセットで限定カードプレゼント。
  - 8月14日 - 9月20日：『2010西武線スマイルスタンプラリー・セカンドステージ』で、限定カードプレゼント。
  - 9月11日：『第48回アミューズメントマシンショー』でカード配布（『コーデでGETキャンペーン』と同カード）。
  - 10月7日
    1. 『プリキュアオールスターズ Part2 オータムコレクション』稼働。
    2. 『トリックオアトリートハロウィンキャンペーン』開催。

  - 10月22日：『マクドナルド』ハッピーセットで限定シール&カード配布。
  - 10月30日：『映画 ハートキャッチプリキュア! 花の都でファッションショー…ですか!?』で入場者限定カード配布。
  - 12月9日：『プリキュアオールスターズ Part3 ウィンターコレクション』稼働。

- 2011年
  - 2月10日：『プリキュアオールスターズ Part4 スイートスイーツコレクション』稼働。こころのたねスキャン終了。スイートスイーツキャンペーン実施。
  - 2月19日：『AOUエキスポ2011』でスイートスイーツキャンペーンカード配布。
  - 3月19日：『映画 プリキュアオールスターズDX3 未来にとどけ! 世界をつなぐ☆虹色の花』で入場者限定カード配布。
  - 3月23日：DVD『プリキュアオールスターズ キラキラ☆おしゃれDVD』発売。
  - 4月21日：『プリキュアオールスターズ Part5 スイートフラワーコレクション』稼働。
  - 4月21日：『スイートフラワーキャンペーン』実施。
  - 6月16日：『プリキュアオールスターズ Part6 スイートマーメイドコレクション』稼働。
  - 7月23日：『2011西武線スマイルスタンプラリー』で限定カード配布。
  - 8月5日：イベント『スイートプリキュア♪キラキラハーモニー』で限定カード配布。
  - 8月11日：『プリキュアオールスターズ Part7 スイートサマーコレクション』稼働。
  - 8月20日-9月25日：『2011西武線スマイルスタンプラリー』で限定カード配布。
  - 9月8日：『エレンのおまつりコーデキャンペーン』で限定カード配布。
  - 10月6日：『プリキュアオールスターズ Part8 スイートオータムコレクション』稼働。
  - 10月29日：『映画 スイートプリキュア♪ とりもどせ! 心がつなぐ奇跡のメロディ♪』で映画限定カード配布。
  - 11月3日：『キュアミューズであそぼうキャンペーン』開催。
  - 12月8日：『プリキュアオールスターズ Part9 スイートウィンターコレクション』稼働。

- 2012年
  - 1月6日：：『マクドナルド』ハッピーセットで限定カードプレゼント。
  - 2月2日：『プリキュアオールスターズ スマイル01 ハッピースマイルコレクション』稼働。
  - 2月4日：イベント『スマイルプリキュア!おひろめカーニバル』でカードプレゼント。
  - 2月18日：イベント『AOU 2012 アミューズメント・エキスポ』でカードプレゼント。
  - 4月12日：『プリキュアオールスターズ スマイル02 サニースプリングコレクション』稼働。
  - 6月2日：ナムコワンダーパークヒーローズスペースでおしゃれコーデクィーンカップ開催
  - 6月14日：『プリキュアオールスターズ スマイル03 ピーススターコレクション』稼働。
  - 8月9日：『プリキュアオールスターズ スマイル04 プリンセスサマーコレクション』稼働。
  - 10月11日：『プリキュアオールスターズ スマイル05 マーチオータムコレクション』稼働。
  - 10月27日：『映画 スマイルプリキュア! 絵本の中はみんなチグハグ!』で映画限定カード配布。
  - 12月13日：『プリキュアオールスターズ スマイル06 ビューティウィンターコレクション』稼働。

- 2013年
  - 2月7日：『プリキュアオールスターズ ♯01 ドキドキ！プリキュアとうじょう♥』稼働。
  - 4月18日：『プリキュアオールスターズ ♯02 アイちゃんとダンスしよう!』稼働。
  - 6月13日：『プリキュアオールスターズ ♯03 プリキュアガールズコレクションかいさい☆』稼働。
  - 8月8日：『プリキュアオールスターズ ♯04 あいのきりふだ！キュアエース！』稼働。
  - 10月10日：『プリキュアオールスターズ ♯05 ゆめのおしごとタウン♪』稼働。
  - 10月26日：『映画 ドキドキ!プリキュア マナ結婚!!?未来につなぐ希望のドレス』で映画限定カード配布。
  - 12月12日：『プリキュアオールスターズ ♯06 ドキドキ!ドレスコレクション』稼働。

- 2014年
  - 2月1日：イベント『ハピネスチャージプリキュア!おひろめカーニバル』でカードプレゼント。
  - 2月6日：『プリキュアオールスターズ ハピネスだい1だん ハピネスチャージプリキュア!とうじょう!』稼働。キュアラビーズスキャン終了。
  - 4月17日：『プリキュアオールスターズ ハピネスだい2だん キュアハニーとうじょう!』稼働。
  - 6月12日：『プリキュアオールスターズ ハピネスだい3だん スポーツフェスティバルかいさい!』稼働。
  - 8月7日：『プリキュアオールスターズ ハピネスだい4だん キュアフォーチュンとうじょう!』稼働。
  - 10月16日：『プリキュアオールスターズ ハピネスだい5だん ハピネスハロウィンパーティ』稼働。
  - 12月11日『プリキュアオールスターズ ハピネスだい6だん ハピネスチャージコレクション』稼働。
- 2015年
  - 4月22日『データカードダス プリキュアオールスターズ』シリーズ稼働終了。次作『データカードダス プリキュアプリンセスパーティ』から筐体がデータカードダスNEOタイプに変わる。
  - 4月23日『データカードダス プリキュアプリンセスパーティ』シリーズ稼働開始。『プリンセスパーティー1だん スプリングパーティー』稼働。
  - 7月9日『プリンセスパーティー2だん マリンパーティー』稼働。
  - 9月10日『プリンセスパーティー3だん ハロウィンパーティー』稼働。
  - 12月12日『プリンセスパーティー4だん ミュージックパーティー』稼働。
- 2016年
  - 1月28日『プリンセスパーティー5だん プリンセスパーティー』稼働。
  - 4月14日『データカードダス プリキュアまほうのパーティー』シリーズ稼働開始。『まほうのパーティー1だん スイーツパーティー』稼働。
  - 6月9日『まほうのパーティー2だん はなはなパーティー』稼働。
  - 8月4日『まほうのパーティー3だん マリンパーティー』稼働。
  - 10月13日『まほうのパーティー4だん おばけかぼちゃパーティー』稼働。
  - 12月14日『まほうのパーティー5だん クリスマスパーティー』稼働。
- 2017年
  - 4月『データカードダス プリキュアまほうのパーティー』稼動終了をもって、プリキュアデータカードダスシリーズの展開を終了。

## シリーズ展開

### うたって!プリキュアドリームライブ／プリキュアオールスターズ GoGoドリームライブ
『うたって!プリキュアドリームライブ 〜スピッチュカードでメタモルフォーゼ!?〜』というタイトルで2007年11月上旬（実際には10月末）から順次第1弾「1stライブ」が稼働開始した。以降、第2弾「2ndライブ」、第3弾「3rdライブ」、第4弾「4thライブ」、第5弾「5thライブ」、第6弾「6thライブ」とリリースされた。
『Yes!プリキュア5GoGo!』と同時期に始まった「3rdライブ」からは外装や効果音、カードフォーマットなどが大幅にリニューアルされたが、「2ndライブ」以前の「プリキュアカード」を使うことで『Yes!プリキュア5』の時の姿に変身することができる。
3rdライブ登場のマイクはGoGo!時に『ドリームハートマイク』として発売、カードとも連動しておりカードを読み込ませることにより曲が流れる。
2008年（平成20年）11月上旬からは第2タイトルとして『プリキュアオールスターズ GoGoドリームライブ!』にリニューアルされた。シリーズは第1弾「オールスターライブ」、第2弾「もぎたてフレッシュライブ」、第3弾「全員大集合ライブ」、第4弾「クライマックスライブ」が発売された。5月下旬発売の第4弾「クライマックスライブ」をもってドリームライブシリーズは次作の『フレッシュドリームダンス』に引き継がれた。
『GoGoドリームライブ』からは曲選択が無くなりキャラクター毎ごとに選べる曲が固定され、衣装マイクなどの単体カードがなくなり全てプリキュアカードとのセットとなった。
また他商品との連動として『プリキュアジュエル』をスキャンすることにより『プリキュアソリームライブうらない』を楽しむことができる。フレッシュプリキュアの時に発売した『ダンシングポッド』にも連動しており、データカードダスにあるパスワードでセリフや効果音が鳴る。

#### ストーリー
パルミエ王国から、少し離れたところにある、フレーズ王国。この国では、伝説の戦士のみが歌うことができる魔法のライブ、「プリキュアドリームライブ」が行われている。

#### キャラクター
「1stライブ」〜「3rdライブ」までの登場キャラクターは、『Yes!プリキュア5』および『Yes!プリキュア5 GoGo!』に登場する「夢原のぞみ（キュアドリーム）」、「夏木りん（キュアルージュ）」、「春日野うらら（キュアレモネード）」、「秋元こまち（キュアミント）」、「水無月かれん（キュアアクア）」の5人。
「4thライブ」では『Yes!プリキュア5 GoGo!』で登場した「美々野くるみ（ミルキィローズ）」、「5thライブ」では『ふたりはプリキュア』から「美墨なぎさ（キュアブラック）」と「雪城ほのか（キュアホワイト）」、「GoGoドリームライブ」からは『ふたりはプリキュア Max Heart』から「九条ひかり（シャイニールミナス）」、さらに、「もぎたてフレッシュライブ」からは『フレッシュプリキュア!』から「桃園ラブ（キュアピーチ）」と「蒼乃美希（キュアベリー）」と「山吹祈里（キュアパイン）」、「全員大集合ライブ」からは『ふたりはプリキュア Splash Star』から「日向咲（キュアブルーム）」、「美翔舞（キュアイーグレット）」が追加された。

#### オリジナルキャラクター
アン
プリキュアドリームライブの司会。女の子。
コール
プリキュアドリームライブの司会。男の子。
スピッチュ
プリキュアの衣装を、ドレスにチェンジさせる力を持つ妖精。
メロンディ
スピッチュのうちの一匹。サードライブから登場。

#### ゲームの流れ
ゲーム内容は、3Dポリゴンで描かれたキャラクターがボタン操作に合わせて踊るというもの。
序盤は2〜3枚の「○」「×」「☆」カードの位置を覚え、裏返して高速でシャッフルさせているのを目で追って、「○」「☆」を当てる「シャッフルゲーム」、中盤にはボタンを制限時間内にゲージが満タンになるまで連打するとキャラクターが変身する「プリキュアメタモルフォーゼ」（=連打ゲーム）、終盤は、画面にある「ピンキーキャッチュ」を模った枠の中に「○」「☆」と書かれたカードが入っていき、枠に入る瞬間にタイミングを合わせてボタンを押す「リズムカードゲーム」となっている。なお、リズムカードゲームのこの形は、2ndライブまでであり、3rdライブからは、メロンディの方へカードが流れていくので、タイミングを合わせてボタンを押すとメロンディがカードを食べる仕組みになっている。ただし、ミスをすると、しばらくメロンディがカードを食べなくなってしまう。
筐体にボタンは3つ備え付けられてはいるが、ゲーム中に3つ全てを使用するのは序盤の「シャッフルゲーム」だけで、「プリキュアメタモルフォーゼ」と「リズムカードゲーム」では3つあるボタンのうちどれか1つを押していればよい。
「プリキュアカード」+「スピッチュカード」+「マジカルマイクカード」の得点（「プリキュアジュエル」は得点に影響しない）とゲームの結果の合計が最終得点となる。

#### カード
カードに衣装が描かれていて、そのカードに合わせてゲーム画面内のキャラクターが変身するという点で他の女児向けトレーディングカードアーケードゲーム機と同じであるが、カードの役割は本作独特のものであり、「プリキュアカード」、「スピッチュカード」、「マジカルマイクカード」、「プリキュアジュエル」の4種類で構成されている。カードのそれぞれに相性があり、「3rdライブ」まで、「プリキュアカード」と「スピッチュカード」の相性が良いのは「スピッチュカード」一枚につき、「プリキュアカード」一人の種類だけだったが、「4thライブ」からは、二人の種類に相性がよい「スピッチュカード」が登場した。
「プリキュアカード」は、キャラクターを呼び出す効果を持つカードである。キャラクターや楽曲の情報が載っている。使用しない場合は自動的にプライベートスタイルののぞみが出演し、曲も「プリキュア5、スマイルgogo!」または「プリキュア5、フル・スロットルGO GO!」に固定される（その他の曲は後記）。別のキャラクターや曲で遊びたい場合は、目当てのキャラクター・曲が載った「プリキュアカード」を当てるか、カードダス、ジャンボカードダスの自販機で「プリキュアカード」を購入する必要がある。
「スピッチュカード」は、キャラクターに衣装を装着させることができる効果を持つカードである。衣装全体で1枚だけとなっている。「2ndライブ」以降、ライブごとに衣装のテーマがあり、「2ndライブ」は「冬服」、「3rdライブ」は「ウェディングドレス」、「4thライブ」は、「コスプレ」、「5thライブ」は、「水着」である。
「マジカルマイクカード」は、このゲームの最大の特徴で、カードを使用することによって、キャラクターの周りに、幻影のように物体を浮かび上がらせて、ライブを盛り上げる効果を持つカードである。
「プリキュアジュエル」は、ランキングには表示されるものの、ゲーム本編では効果が無く、ゲーム終了後に占いで遊べるというものである。本筐体で発売されるカードには混ざっておらず、カードダス、ジャンボカードダス、大会などで手に入れることができる。
なお、カードの認識方法自体は、カードに印字されたバーコードを読ませるものである。ただし、「プリキュアジュエル」のみ赤外線で読ませる。

##### プリキュアカードの曲
主題歌以外の曲は、Vocalアルバム（マーベラスエンターテイメントから発売）などに収録されている曲を使っている。主題歌の曲は、キャラクターの声で歌っているわけではなく、曲に合わせて、キャラクターが口パクをしている。『GoGoドリームライブ』からはプレイする際に曲を選ぶ方式となった。
なお、キャラクター名は「Yes!プリキュア5」、「ふたりはプリキュア」、「フレッシュプリキュア!」を参照。

###### 選択できる楽曲
- プリキュア5、スマイルgogo!
  - 作詞：只野菜摘 / 作曲：岩切芳郎 / 編曲：家原正樹 / Chorus：ヤングフレッシュ・五條真由美・うちやえゆか
  - 『Yes!プリキュア5』OP主題歌。「2ndライブ」限りで終了したが、「GoGoドリームライブ」で復活した。歌唱は工藤真由ではなく、ぷりきゅあ5である。
- プリキュア5、フル・スロットルGO GO!
  - 作詞：只野菜摘 / 作曲：間瀬公司 / 編曲：家原正樹 / Chorus：仁科かおり・五條真由美・ぷりきゅあ5
  - 『Yes!プリキュア5GoGo!』主題歌OP。「3rdライブ」から登場。歌唱は工藤真由。
- 手と手つないで ハートもリンク!
  - 作詞：青木久美子 / 作曲：岩切芳郎 / 編曲：籠島裕昌・亀山耕一郎、Chorus：ヤングフレッシュ
  - 『Yes!プリキュア5GoGo!』ED1主題歌。「GoGoドリームライブ」から登場。歌唱は宮本佳那子。
- ガンバランスdeダンス〜夢見る奇跡たち〜
  - 作詞：只野菜摘 / 作曲：小杉保夫 / 編曲：多田三洋 / Chorus：五條真由美・うちやえゆか・ぷりきゅあ5
  - 『Yes!プリキュア5』ED2主題歌。「2ndライブ」から登場。歌唱は宮本佳那子。
- Let's!フレッシュプリキュア!
  - 作詞：六ツ見純代 / 作曲：高取ヒデアキ / 編曲：亀山耕一郎
  - 『フレッシュプリキュア!』OP主題歌。「もぎたてフレッシュライブ」から登場。歌唱は茂家瑞季。
- You make me happy!
  - 作詞：六ツ見純代 / 作曲：marhy / 編曲：亀山耕一郎
  - 『フレッシュプリキュア!』ED主題歌。「もぎたてフレッシュライブ」から登場。歌唱は林桃子。
- オッケー・バトン
  - 作詞：只野菜摘 / 作曲：浅田直 / 編曲：池田森 / Chorus：五條真由美・うちやえゆか
  - のぞみのカードのみ存在。「3rdライブ」から登場。
- 情熱
  - 作詞：只野菜摘 / 作曲・編曲：池田森 / Chorus：五條真由美
  - りんのカードのみ存在。「3rdライブ」から登場。
- 夢見る女の子
  - 作詞：青木久美子 / 作曲・編曲：鶴田勇気 / Chorus：五條真由美・仁科かおり
  - うららのカードのみ存在。「4thライブ」から登場。
- 信頼
  - 作詞：青木久美子 / 作曲：浅田直 / 編曲：大石憲一郎 / Chorus：仁科かおり・五條真由美
  - こまちのカードのみ存在。「4thライブ」から登場。
- きっと大丈夫
  - 作詞：只野菜摘 / 作曲：前田克樹 / 編曲：神津裕之 /  Chorus：仁科かおり・五條真由美
  - かれんのカードのみ存在。「4thライブ」から登場。
- DANZEN!ふたりはプリキュア
  - 作詞：青木久美子 / 作曲：小杉保夫 / 編曲：佐藤直樹 / Chorus：斉藤妙子・和田夏代子
  - なぎさとほのかのカードのみ存在。『ふたりはプリキュア』主題歌OP。「5thライブ」から登場。歌唱は五條真由美。
- ゲッチュウ! らぶらぶぅ?!
  - 作詞：青木久美子 / 作曲・編曲：佐藤直紀 歌 - 五條真由美
  - 『ふたりはプリキュア』主題歌ED。「GoGoドリームライブ」から登場。歌唱は五條真由美。

###### GoGoドリームライブその他の追加曲
- オールスターライブより
  - DANZEN!ふたりはプリキュア(ver.MaxHeart)（五條真由美）
  - 光になりたい〜like a diamonds〜（美墨なぎさ）
  - TSUBOMI（雪城ほのか）
  - 〜To be continued〜（九条ひかり）
  - DANZEN!まかせてフルスロットルGoGo!（五條真由美、うちやえゆか、工藤真由）
- 全員大集合ライブより
  - まかせて★スプラッシュ☆スター★（うちやえ ゆか）

###### カードの販売が終了した曲
- もん!太陽（sun）ドリーム
  - のぞみのカードのみ存在。「3rdライブ」限りで終了し「6thライブ」で復活。
- リバーシブル
  - りんのカードのみ存在。「3rdライブ」限りで終了。
- とびっきり!勇気の扉（ドア）
  - うららのカードのみ存在。「3rdライブ」限りで終了。
- グリーン・ノート
  - こまちのカードのみ存在。「3rdライブ」限りで終了。
- Heavenly Blue
  - かれんのカードのみ存在。「3rdライブ」限りで終了。

##### レアカード
- 「プリレア（PR）」
  - レアカードの中では最もレア度が低い。「2ndライブ」までピンク色の箔押し、「3rdライブ」からは金色、銀色の箔押しとなっている。『GoGoドリームライブ』「オールスターライブ」からはハートのキラ印刷、「もぎたてフレッシュライブ」からは星のキラを散りばめた印刷、「全員大集合」からは無数の点のキラを散りばめた印刷。
- 「キュアレア（CR）」
  - レアカードとしては二番目にレア度が低い。ホログラムとなっているが「6thライブ」のみ銀光沢印刷。
- 「ミラクルレア（MR）」
  - 今のところ、4番目にレア度が高い。ファーストライブとサードライブだけ、レア度が一番高かった。「1stライブ」は金色のラメ、「2ndライブ」はそれにハートが加わったもの、「3rdライブ」からホログラムにピンク色の箔押しとなっている。「2ndライブ」まではプリキュアカードのみだったが、「3rdライブ」からはマジカルマイクカード、「4thライブ」からはスピッチュカードも加わった。「ミラクルレア」のプリキュアカードは、最初からキャラクターがプリキュアに変身しているカードで、さらに金色に輝くプリキュアに変身することができるが、衣装が変更できない。フォースライブからは、その特徴を、GOGOレアが引き継いでいる。
- 「GOGOレア（GR）」
  - 今のところ、3番目にレア度が高い。「4thライブ」から登場。プラスチック質で透明なカードになっており、裏側には、キャラクターの後ろ姿が印刷されている。
- 「スペシャルレア（SR）」
  - 今のところ、2番レア度が高い。銀光沢印刷となっている。『GoGoドリームライブ』から初登場。
- 「ドリームライブレア（DR）」
  - 五色の箔押しであり、「2ndライブ」のみに一種類だけ存在する、このゲーム史上、もっともレア度が高い。

##### その他
- 本ゲームが稼働する直前の、2007年夏頃にデータカードダス『オールシーズンさぁイコー!カードでエントリー!たまごっちコンテスト』が営業不振に陥り、展開を縮小したことから、筐体のほとんどが『たまごっち』から流用されている。
- 2008年秋からGoGoドリームライブに移行せず『仮面ライダーバトル ガンバライド』などに再改造された筐体も出始めている。そうした物は、通常の男児向けの青い筐体ではなく、赤色のまま稼働している。
- 講談社が発行する幼児雑誌『たのしい幼稚園』や、小中学生向け少女漫画雑誌『なかよし』で、本ゲームの限定版カードが付録になったことが、それぞれ1回ずつある。また2009年にはマクドナルドのハッピーセットのおまけに本ゲームの限定版カードがついた。また、西武鉄道のスタンプラリーでスタンプを集めると、限定カードをもらうことができた。

### プリキュアオールスターズ フレッシュドリームダンス
2009年度の『フレッシュプリキュア!』に併せ、第3作目としてリニューアル。2009年7月より第1弾「1stダンス」、9月より第2弾「2ndダンス」、11月より第3弾「3rdダンス」がリリースされた。
このシリーズより新たに『ドリームダンスモード』が登場。
2ndダンスより必殺技が出るボーナスゲームができるように、3rdダンスで登場したペアカードではひとりで遊ぶでも2人のキャラを同時に動かすことができるようになった。
また、前シリーズの『GoGoドリームライブ!モード』でも遊べるようになっており、『フレッシュドリームダンス』に入れ替わった後でもこれまで集めたカードの互換性が確保されている。

#### フレッシュドリームダンスでの追加曲
全26曲、2ndダンスより全25曲に。
追加曲
- Let's!フレッシュプリキュア!〜Hybrid ver.〜 TVサイズ（茂家瑞季）
- H@ppy Together!!! TVサイズ（林桃子）

### プリキュアオールスターズ ハートキャッチドリームダンス
2010年1月31日開始の『ハートキャッチプリキュア!』に併せ、第4作目としてリニューアルされた。2月4日より第1弾『1stコレクション』、4月8日より第2弾『2ndコレクション』、6月10日より『3rdコレクション』が稼働。
アニメ作品中のブランド「フェアリードロップ」のドレスも多数プリキュアカードとして収録。これまでのデータカードダス　プリキュアシリーズのカードも全て使用可能。ただし、このシリーズより『GoGoドリームライブ!モード』は廃止されている。
2ndコレクションより筐体が『こころの種リーダー』がついたタイプとなり、ハートキャッチプリキュア!関連商品付属のこころの種をスキャンすることができるようになった。
『おともだち』『たのしい幼稚園』2010年4 - 5月号では、『ドレスデザインコンテスト』を実施。グランプリに選ばれたドレスは次作でカード化された。
6月10日稼働の3rdコレクションを最後に次作『プリキュアオールスターズ』へと引き継がれた。

#### ハートキャッチドリームダンスでの追加曲
今回の曲は全27曲。
- Alright!ハートキャッチプリキュア!
- ハートキャッチ☆パラダイス!

### プリキュアオールスターズ
2010年8月より第5作目として稼働開始、カードおよびゲーム内容がリニューアルされた。
このシリーズよりカードは「ドレスカード」と「イベントカード」の2種類となりバーコードは片面のみとなる。ゲームは最初にキャラクターと場所が選択できるようになり、パートナー（作品中の本来のパートナーが出るとは限らない）とリズムゲームをプレイする。
Part1-3と♯01-06およびハピネスチャージ1-6だんではプリキュア関連商品との連動遊びもある。 
初期シリーズは『ハートキャッチプリキュア!』を中心とし、2010年8月5日より第1弾『Part1 サマーコレクション』、10月より『Part2 オータムコレクション』、12月より『Part3 ウィンターコレクション』が稼働。Part3よりスーパープリキュアが使用可能となった。2011年2月10日稼働の『Part4 スイートスイーツコレクション』より同年2月6日開始の『スイートプリキュア♪』のキャラクターと楽曲が登場。2011年4月に『Part5 スイートフラワーコレクション』、6月に『Part6 スイートマーメイドコレクション』、8月に『Part7 スイートサマーコレクション』、10月に『Part8 スイートオータムコレクション』、12月に『Part9 スイートウィンターコレクション』が稼働。Part3までは前作『ハートキャッチドリームダンス』の繋がりでこころの種が使用可能。
2012年1月29日開始の『スマイルプリキュア!』に伴い、弾数を改めた上でリニューアルされた。2月2日に『スマイル01 ハッピースマイルコレクション』4月に『スマイル02 サニースプリングコレクション』、6月に『スマイル03 ピーススターコレクション』、8月『スマイル04 プリンセスサマーコレクション』、10月に『スマイル05 マーチオータムコレクション』、12月に『スマイル06 ビューティウィンターコレクション』が稼働。
2013年2月3日開始の『ドキドキ!プリキュア』に伴い、再リニューアル。Part3以来となる連動アイテム「キュアラビーズ」が使用可能。代わりにスーパープリキュアへの変身は廃止された。2月7日に『♯01 ドキドキ!プリキュアとうじょう♥』、4月に『♯02 アイちゃんとダンスしよう!』、6月に『♯03 プリキュアガールズコレクションかいさい☆』、8月に『♯04 あいのきりふだ！キュアエース！』、10月に『♯05 ゆめのおしごとタウン♪』、そして12月に『♯06 ドキドキ!ドレスコレクション』が稼働。
2014年2月2日開始の『ハピネスチャージプリキュア!』に伴い、シリーズ最後のリニューアルとなる。本シリーズでは「ハピネス変身！プリチェンミラー」と連動しており、実在するプリカードもシールとセットで登場する。また、オリジナルとしてオールスターズのプリカードも登場した。2月6日に『ハピネスチャージだい1だん ハピネスチャージプリキュア!とうじょう!』、4月に『ハピネスチャージだい2だん キュアハニーとうじょう!』、6月に『ハピネスチャージだい3だん スポーツフェスティバルかいさい!』、8月に『ハピネスチャージだい4だん キュアフォーチュンとうじょう!』、10月に『ハピネスチャージだい5だん ハピネスハロウィンパーティ★』と続き、12月の『ハピネスチャージだい6だん ハピネスチャージコレクション♥』をもって4年半の稼働にピリオドを打った。

#### 遊び方
キャラクターとおでかけ場所（まち、こうえん、パーティ、リゾート）を選択すると選択キャラクターに対応したパートナーが到着。コーディネートタイム中にカードをスキャンしてコーディネート、こころの種もスキャンすることでおしゃれ度が上がる。キャラに関連した曲を選択し、リズムゲームが始まるとタイミングよくボタンを押してプレイ、途中でボタンを押して変身し必殺技を放つゲームが現れる。
Part4よりリズムゲームが3セットになり（お題毎にゲームポイントが0に戻る）、ひとりであそぶで影絵からパートナーを当てるパートナークイズが出題され、ひっさつわざゲームがキメわざゲームに変更、またコーディネートが決まることでハミィ（『スイートプリキュア♪』の妖精）とお出かけでき、特定のカードでハミィもコーディネートできるようになった。
スマイル01より一部ミュージックチェンジカードが別の曲に読み替えられることが可能になり、お出かけキャラクターがキャンディ（『スマイルプリキュア!』の妖精）に変わり（キャンディもコーディネート可能。過去のハミィもコーディネート可能なカードも使用可能）、スマイル04からお助けキャラクターがポップ（キャンディの兄で、『スマイルプリキュア!』のもう一匹の妖精）に変わった。スマイル04からその日のランキング1位と対戦するトップクイーンモードが追加（ただし、1位と同じキャラクターは使用できない）され、通常のオールスターズモードにアンコールステージが追加。また、2人モードでは対戦プレイから協力プレイに変更された。
♯01より一部イベントカードがフレフレボーナスに読み替えられることが可能になり（ミュージックチェンジカードはそのまま使用できる）、お出かけキャラクターはいなくなった（過去のハミィ・キャンディもコーディネート可能なカードは通常のカードになる）。スマイル04から追加されたトップクイーンモードは無くなった。また、通常のオールスターズモードで1位～3位にランクインすることでアンコールステージができる。なお、2人モードは無くなったため1人用となった。
ハピネスだい1だんよりミュージックチェンジは廃止され、ミュージックチェンジカードはフレフレボーナスになった。メインキャラの選択は『ハピネスチャージプリキュア!』のみとなり、歴代オールスターズはパートナー側から選ぶことになる。歴代オールスターズのプリカードをスキャンした時は、左下に記載されたキャラが変身前の姿で登場し、メインとしてプレイできるようになっている。

#### カード
ドレスカード
コーディネートに使用するカードで「ヘアアクセ」「トップス」「ボトムス」「シューズ」に分けられる。コーディネート前のラッキーカラーがドレスカードと同じカラーであればおしゃれとくてんに加算される。
イベントカード
ゲームが簡単になる、歌う歌を決定するなどカードに書かれている効果が発生する。

#### 旧カードの読み替え
リニューアルに伴い今までのカードは使用できるものの、全て読み替えが行われる。
- うたって!プリキュアドリームライブ 〜スピッチュカードでメタモルフォーゼ!?〜
- プリキュアオールスターズ GoGoドリームライブ! オールスターライブ

全て『データカードダス・シューズ （シューズ）』に読み替え。
- プリキュアオールスターズ フレッシュドリームダンス

全て『データカードダス・ドレス （トップス&ボトムス）』に読み替え。
ただし一部プロモーションカードのみ『シューズ』に読み替え。
- プリキュアオールスターズ ハートキャッチドリームダンス

アクセサリーカードは、全て『データカードダス・アクセサリー （ヘアアクセ）』に読み替え。
ドレスカードは、全てカードに描かれている『ドレス （トップス&ボトムス&シューズ）』に着替え。
ドレスルーレットカードは、カードのキャラが着ているドレスに着替え。
ルーレットカードは、花咲つぼみが着ているドレスに着替え。
ひっさつわざカードは、全て『イベントカード』のモチーフボーナスに読み替え。

#### キャンペーン
- こころの種であそぼうキャンペーン

2010年7月17日より対象商品購入で、カードとこころの種ポケットをプレゼント。
- My Tシャツ データカードダスキャンペーン

2010年8月5日 - 2011年3月31日まで、DSソフト『ハートキャッチプリキュア! おしゃれコレクション』でデザインしたカードをデータカードダス・Tシャツにできるキャンペーンを実施。専門ホームページより注文が可能。2011年3月にサービス終了。
- コーデでGETキャンペーン

2010年8月5日よりカードについたマーク3枚集めることで限定カードをプレゼント。
- フェアリードロップドレスコンテスト

『おともだち』『たのしい幼稚園』で募集されたデザインコンテスト。グランプリ作はアニメ第29話で登場し、Part2でカード化。
- トリックオアトリートハロウィンキャンペーン

Part2でカボチャマークのあるカード3枚を店頭で提示して限定カード「みけねこさんかくみみ」をプレゼント。
- マクドナルド・ハッピーセット

2010年10月22日よりのハッピーセットでは、限定カードとカードに貼り付けるシールがプレゼント。全6種。ゲームでもハッピーセット限定のファッションが使用される。
- スイートスイーツキャンペーン

2011年2月10日よりのPart4で、ドレス面にハートマークの入ったカード3枚を集めると、店頭でスペシャルカード「スイートベリーカチューシャ」がプレゼントされる。
- スイートフラワーキャンペーン

2011年4月21日よりのPart5で、ドレス面にフラワーマークの入ったカード3枚を集めると、店頭でスペシャルカード「たんぽぽのポンポン」がプレゼントされる。
- エレンのおまつりコーデキャンペーン

2011年9月8日より店頭でエレンのおまつりコーデカード配布。
- キュアミューズであそぼうキャンペーン

2011年11月3日より店頭でアコ&キュアミューズカード配布。
- マクドナルド・ハッピーセット

2012年1月6日より。スイートプリキュア♪とスマイルプリキュアのコラボカードプレゼント。

#### DVD
『プリキュアオールスターズ キラキラ☆おしゃれDVD』
2011年3月2日発売。ゲームを再現した音楽ライブDVDで、DVD用特別ステージによるスペシャルコラボムービーも収録。

##### 収録曲
- 『DANZEN! ふたりはプリキュア(ver.MaxHeart)』歌 - 五條真由美
- 『まかせて★スプラッシュ☆スター★』歌 - うちやえゆか
- 『プリキュア5、スマイル go go!』歌 - 工藤真由
- 『プリキュア5、フル・スロットル GO GO!』歌 - 工藤真由
- 『Let's!フレッシュプリキュア! 〜Hybrid ver.〜』歌 - 茂家瑞季
- 『You make me happy!』歌 - 林ももこ
- 『H@ppy Together!!!』歌 - 林ももこ
- 『Alright! ハートキャッチプリキュア!』歌 - 池田彩
- 『ハートキャッチ☆パラダイス!』歌 - 工藤真由
- 『Tomorrow Song 〜あしたのうた〜』歌 - 工藤真由

### プリキュアパーティーシリーズ
2015年2月開始の『Go!プリンセスプリキュア』から2カ月後の4月より、装いも新たに『プリキュアパーティーシリーズ』として稼働開始。第6作目にして最終シリーズとなる。筐体がデータカードダスNEOタイプに変わったが、ICカード機能は使用していない。前作までのカードはハピネスだい6だんのカードのみしか使用できない。

#### プリキュア プリンセスパーティー
その第1のタイトルである『プリキュア プリンセスパーティー』は4月に『1だん スプリングパーティー』、7月に『2だん マリンパーティー』、9月に『3だん ハロウィンパーティー』、12月に『4だん ミュージックパーティー』1月に『5だん プリンセスパーティー』が稼働。

#### プリキュア まほうのパーティー
2016年2月開始の『魔法つかいプリキュア!』から2カ月後の4月より『プリキュア まほうのパーティー』としてリニューアル。4月に『1だん スイーツパーティー』、6月に『2だん はなはなパーティー』、8月に『3だん マリンパーティー』、10月に『4だん おばけかぼちゃパーティー』、12月に『5だん クリスマスパーティー』が稼働。
2017年4月の第5弾稼働終了を以て、プリキュアデータカードダスシリーズは10年の歴史に幕を閉じた。